# Terri Stickles
Terri Lee Stickles (* 11. Mai 1946 in San Mateo, Kalifornien) ist eine ehemalige US-amerikanische Schwimmerin.
Im September 1964 schwamm Terri Stickles mit der US-amerikanischen 4 × 100-m-Freistilstaffel einen neuen Weltrekord. Bei den Olympischen Spielen 1964 in Tokio gewann sie einen Monat später die Bronzemedaille in der Einzeldisziplin 400 m Freistil. Ein Jahr zuvor konnte sie bei den Panamerikanischen Spielen in São Paulo Gold über 100 m Freistil und Silber über 200 m Freistil gewinnen.
Ihr Bruder Ted Stickles war ebenfalls ein erfolgreicher Leistungsschwimmer.
Terri Stickles heiratete den kolumbianischen Leichtathleten Álvaro Mejía und zog 1969 mit ihm in die San Francisco Bay Area. Das Paar ließ sich jedoch wieder scheiden.